# Поляков, Владимир Алексеевич
Владимир Алексеевич Поляков (1852—?) — русский военный деятель, генерал от инфантерии (1911).  Член Военного совета Российской империи (1909).

## Биография
В службу вступил в 1867 году, в 1869 году после окончания Пажеского Его Величества корпуса  произведён в  прапорщики с определением в Егерский лейб-гвардии полк. В 1873 году произведён в подпоручики, в 1874 году  в поручики, в 1877 году в  штабс-капитаны. С 1877 года участник Русско-турецкой войны, за храбрость  в этой компании был награждён орденами Святой Анны 3-й степени с мечами и бантом и Святого Станислава 2-й степени с мечами.
В 1881 году после окончания Николаевской академии Генерального штаба по 1-му разряду произведён  в капитаны с назначением старшим адъютантом штаба 13-й кавалерийской дивизии. В 1882 году произведён в подполковники с назначением  штаб-офицером для особых поручений при штабе 8-го армейского корпуса. С 1883 года старший делопроизводитель канцелярии Комитета по передвижению войск по железной дороге. В 1885 году произведён в полковники. 
С 1890 года начальник штаба — 1-й пехотной дивизии, с 1892 года 2-й гренадерской дивизии, с 1893 года 3-й пехотной дивизии.
С февраля 1896 года командир Пятигорского 151-го пехотного полка и с июня 1896 года помощник окружного интенданта Московского военного округа. В 1897 году произведён в генерал-майоры.   С 1899 года окружной интендант — Варшавского военного округа, с 1902 года Московского военного округа. С 1903 года помощник главного интенданта и с 1908 года главный интендант Военного министерства Российской империи и начальник Главного интендантского управления. В 1904 году произведён в генерал-лейтенанты.
С 1909 по 1911 годы был членом Военного совета Российской империи состоя по Генеральному штабу. В 1911 году произведён в генералы от инфантерии с увольнением в отставку. Был награждён всеми российскими орденами вплоть до ордена Святого Владимира 2-й степени пожалованного ему в 1906 году.